# Atak rakietowy na dworzec w Kramatorsku
Atak rakietowy na dworzec w Kramatorsku – zbrodnia wojenna dokonana 8 kwietnia 2022 roku w Kramatorsku. W masakrze zginęło 59 osób, a ponad 109 zostało rannych.
Po rozpoczęciu wojny rosyjsko-ukraińskiej stacja stała się punktem przerzutowym dla ewakuacji uchodźców ze stref wojennych. W nocy 5 kwietnia 2022 r. wojska rosyjskie dokonały nalotu na wiadukt w pobliżu stacji Barvinkove w okręgu Izium w obwodzie Charkowskim. Armia rosyjska zniszczyła jedyną trasę kolejową z kontrolowanych przez Ukraińców miast Słowiańska, Kramatorsk i Lyman, niszcząc wiadukt. Po ostrzale trzy pociągi ewakuacyjne zostały zablokowane w okolicach Słowiańska i Kramatorska. Pasażerów zablokowanych pociągów umieszczono na stacji kolejowej.
W momencie ataku na terenie dworca i w jego pobliżu znajdowało się ok. 4 tys. osób oczekujących na ewakuację do bezpieczniejszych regionów Ukrainy przed spodziewaną ofensywą w Donbasie. Wśród osób były głównie kobiety, osoby starsze i dzieci.
Strona ukraińska obwinia o atak Rosję. Rosja odrzuca oskarżenia. Ministerstwo obrony tego kraju obwiniło Armię Ukrainy o przeprowadzenie w Kramatorsku aktu terrorystycznego. Podkreślono, że siły rosyjskie nie mają na swoim wyposażeniu rakiet Toczka-U, z pomocą której został dokonany atak. Eksperci wojskowi demaskują kolejny raz kłamstwa Rosjan, gdyż rakiety Toczka-U są używaną bronią przez Rosję.
Służba Bezpieczeństwa Ukrainy wszczęła postępowanie karne na podstawie art. 438 Kodeksu Karnego Ukrainy „Naruszenie praw i zwyczajów wojennych”.

## Obraz po ataku

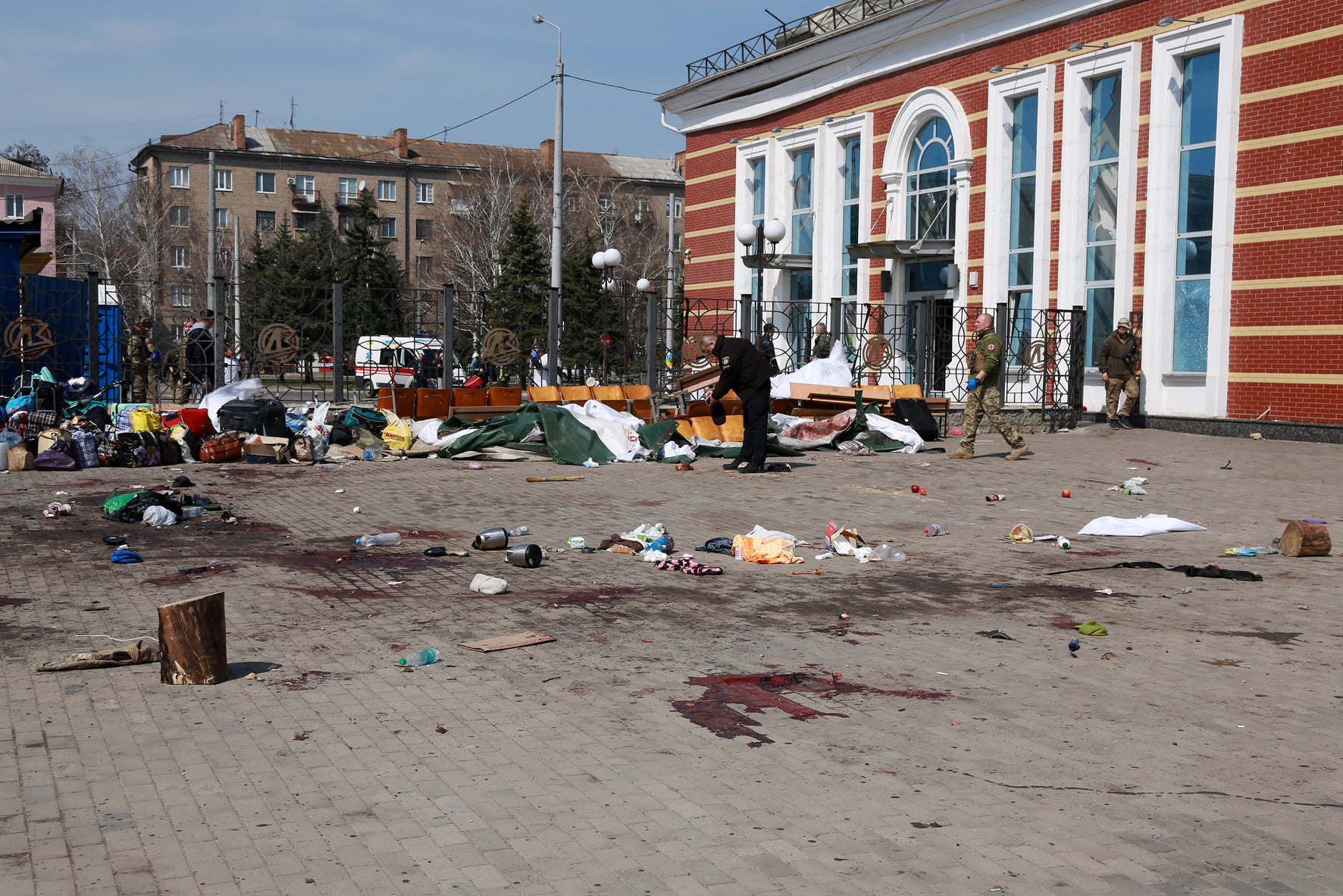
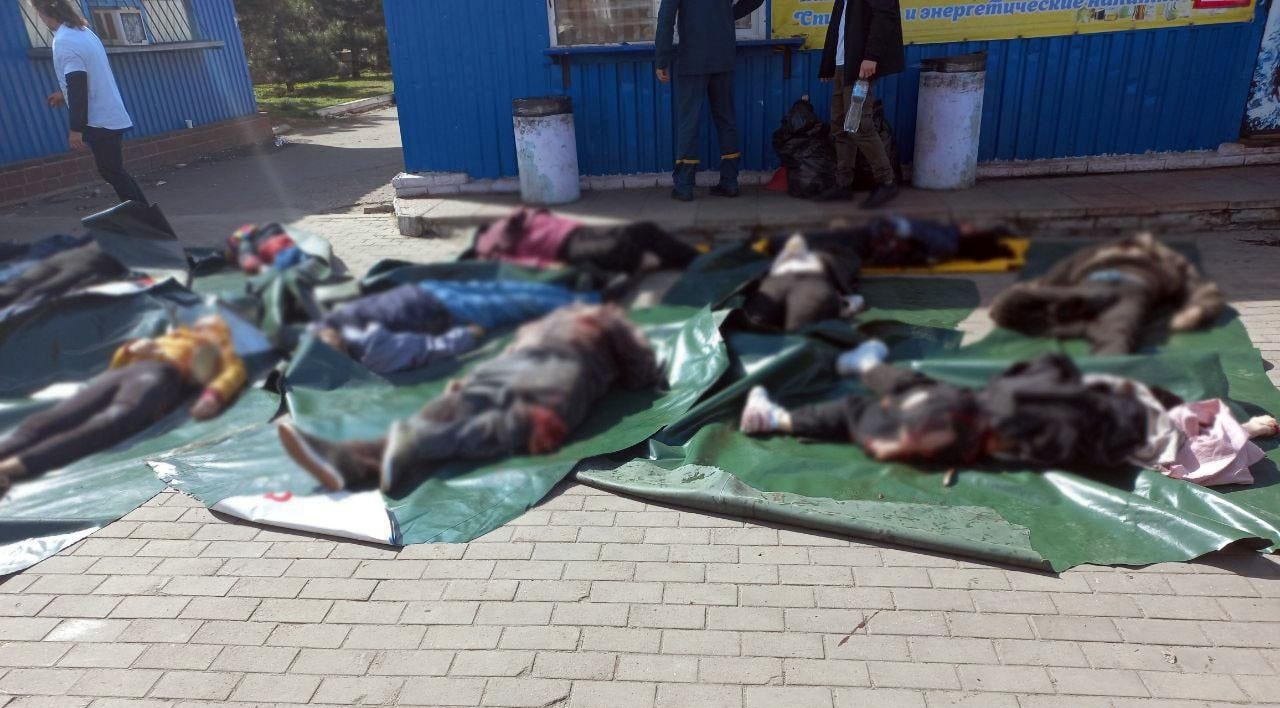
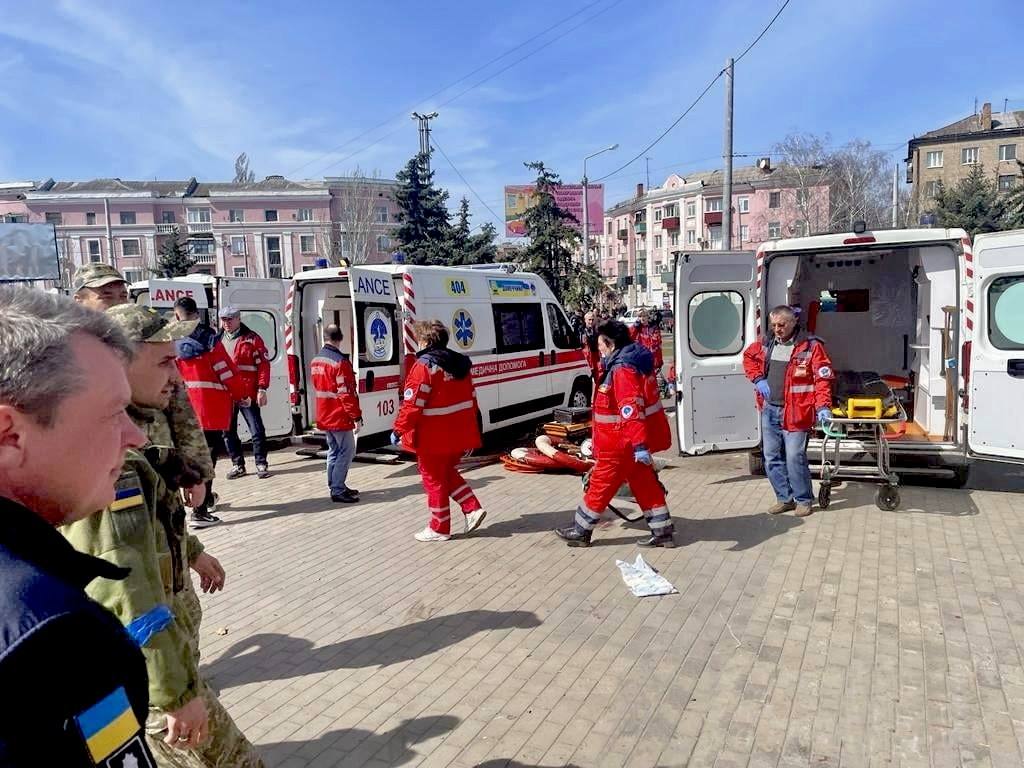
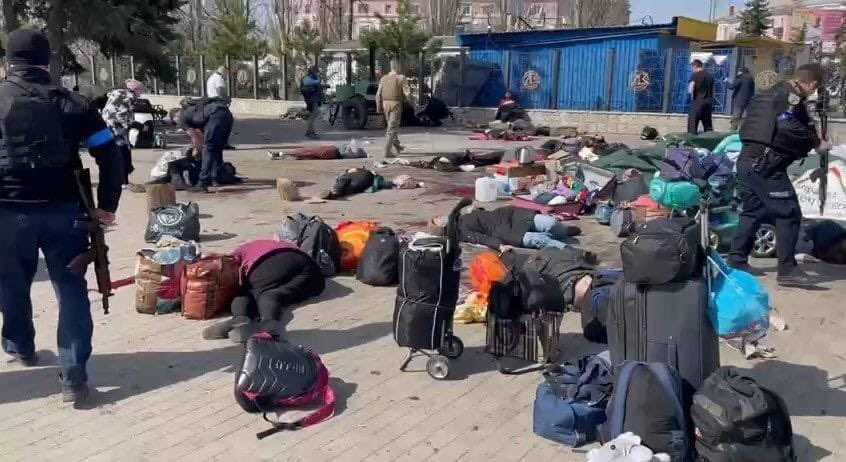
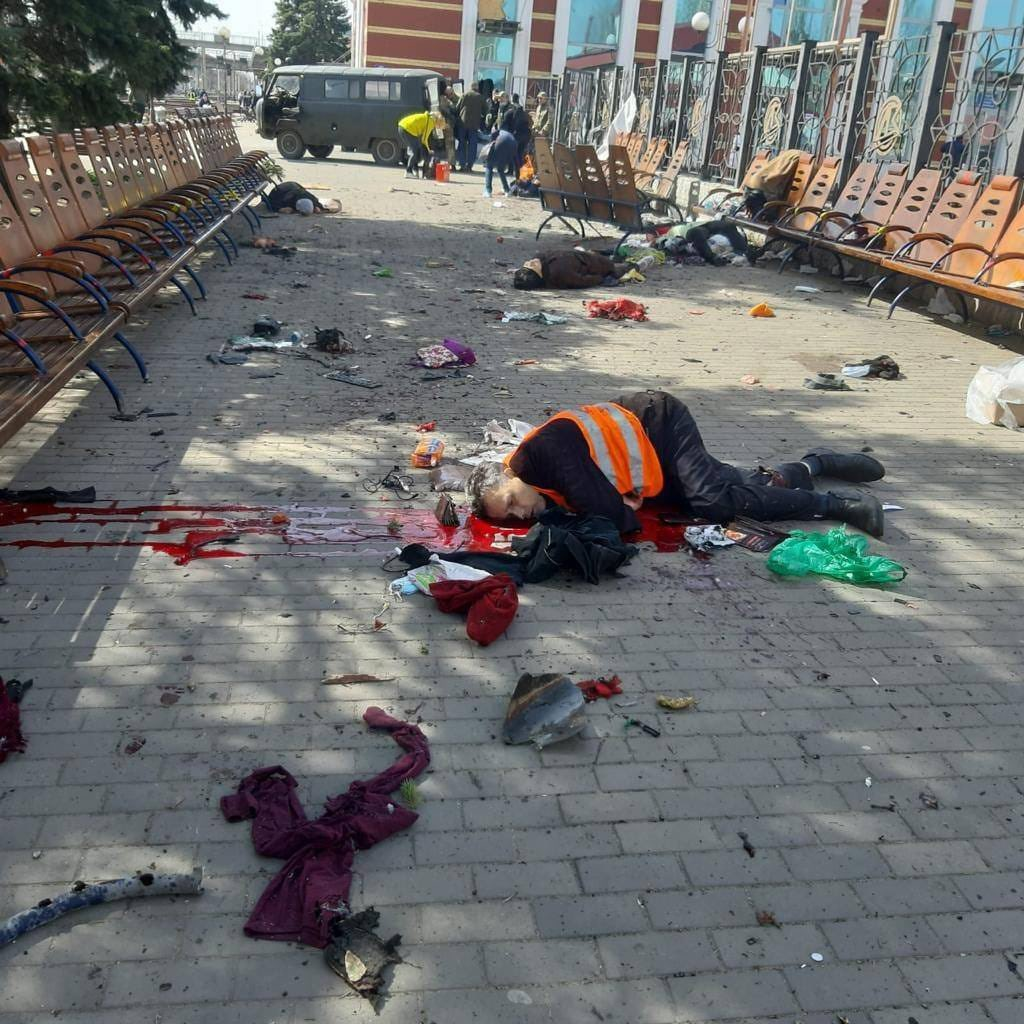
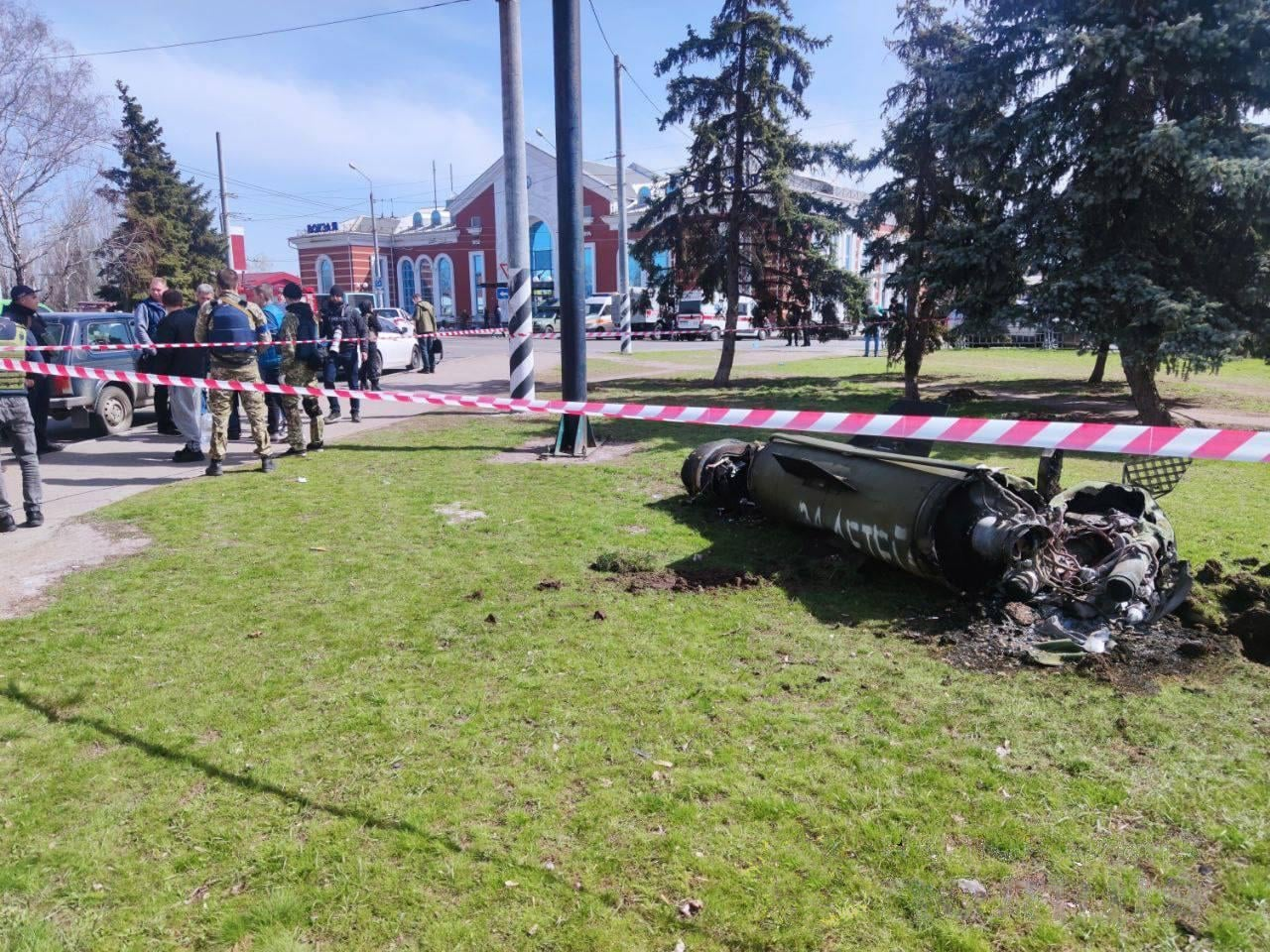
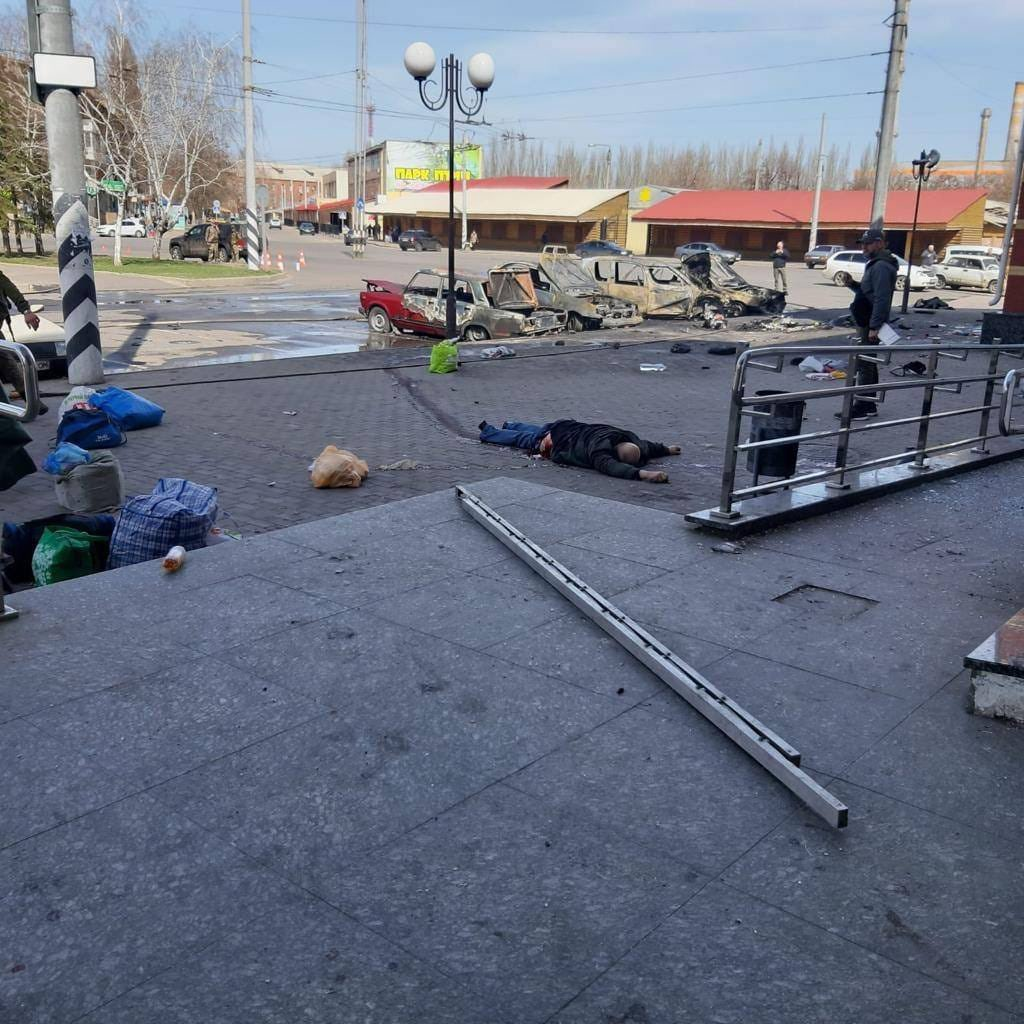